# سك النقود في بوبولونيا
تتكون عملة بوبولونيا من العملات المعدنية التي سكتها مدينة بوبولونيا وأصدرتها من منتصف القرن الخامس قبل الميلاد حتى منتصف القرن الثالث قبل الميلاد، عندما فقدت المدينة استقلاليتها.
تندرج إصدارات هذا المجتمع ضمن التيار الرئيسي للعملات الإتروسكانية، وتُشكل إحدى مساهماته الرئيسية. تُدرج عملات بوبولونيا، كغيرها من العملات الإتروسكانية، ضمن العملات اليونانية لأسباب تقليدية.

## السياق التاريخي
كانت بوبولونيا مدينة قديمة في إتروريا. توجد بقاياها الآن في بلدية بيومبينو. كانت واحدة من اثني عشر مدينة إتروسكانية، وكانت، إلى جانب فولتيرا، أحد أهم مراكز التعدين والمعادن لدى الإتروسكان.
وفقًا لبلينيوس وإسطرابون، اللذين ذكرهما جوزيبي ميكالي، فإن بوبولونيا كانت مستعمرة أسسها الفولتيرانيون.

## السياق النقدي
تندرج عملات بوبولونيا بالكامل ضمن نطاق ميزات العملات الأترورية: إشارة إلى القيمة، وجه واحد سك، وما إلى ذلك.
تشكل العملات الفضية في بوبولونيا أكبر مجموعة من العملات الأترورية.

## سك العملات
يمكن تحديد ثلاث مراحل بناءً على الوزن: في المرحلة الأولى، يبلغ متوسط وزن قيمة X حوالي 8.4 جرام، وفي المرحلة الثانية 4.2 جرام، وفي المرحلة الثالثة 2.1 جرام.
هناك عملات ذهبية من المقرر أن ترتبط بعملات المرحلة الثانية، مع الحفاظ على نسبة الذهب إلى الفضة 1:7½.
تحمل العملات المعدنية مؤشرات القيمة المعبر عنها بنفس طريقة العملات الرومانية. ومع ذلك، فإن هذه العملة تسبق العملات الرومانية بعدة قرون.
بالإضافة إلى هذه العملات، هناك عملات أخرى من منطقة بوبولونيا يمكن التعرف عليها من خلال الوزن على أنها دراخما (حوالي 16.5 جرامًا)، وديدراشما (حوالي 10.5 جرامًا)، ودراخما (5.5 جرامًا) بالإضافة إلى بعض الكسور.

## القرن الخامس
تنتمي إلى هذه المجموعة عملات معدنية بدون إشارة إلى قيمتها وبدون أسطورة، ومع ذلك فإن نسبة هذه العملات إلى بوبولونيا يرجعها العديد من المؤلفين.

### ثلاثي دراخما
يعتقد روتر وآخرون (2001) أن العملتين المعدنيتين اللتين قيمتا على أنهما رباعيات دراخما قدم يوبوية من قبل سامبون (1903)، هما ثلاثيات دراخما.
عملة فضية أحادية الوجه. على وجهها صورة أسد متجهًا إلى اليسار، وذيله برأس ثعبان متجه للخلف. يتراوح وزنها بين 16.3 و16.7 غرام. يمكن العثور على عينات من العملة في مجموعات المتحف البريطاني (BM) ومتحف SNG في فرنسا.
عملة فضية أحادية الوجه. يصور النوع الحالي خنزيرًا بريًا يمر يمينًا على أرض حجرية. يتراوح الوزن المذكور في إيطاليا بين 15.7 و16.7 غرامًا.

### ديدراخم
رأس أسد ينتهي بثعبان متجهًا للخلف. يوجد نوعان: الأسد متجهًا لليسار أو اليمين. يتراوح الوزن بين 10 و11 غرامًا.

### الدراخما والكسور
بروتوم الأسد، بفم مفتوح ولسان بارز؛ لبدة مستقيمة. في روتر وآخرون، حددت ثلاث مجموعات حسب الوزن، والتي صنفت بعد ذلك على أنها دراخما وتيتروبولس وديوبولس؛ الأوزان هي 5.5، وحوالي 3.7 و2.6 إلى 1.2 جرام، على التوالي.

## السلسلة الأولى من الغورغونات
يعود تاريخ هذه الفترة إلى حوالي نهاية القرن الخامس قبل الميلاد وبداية القرن التالي. وتظهر في هذه المرحلة أربعة أنواع مختلفة من الوجه: رأس غرغونة، ورأس ذكر يافع، ورأس عطارد أو تورمس، وعجلة.
يُصوَّر كلٌّ من هذه الأنواع على عدة قيم. العجلة معروفة، بنوعين مختلفين، فقط على الوحدة. جميع العملات فضية، وتحتوي على مؤشر القيمة، وباستثناء واحد، فإن الوجه الخلفي سادة.
يبلغ الوزن المتوسط للعملة المرجعية، التي تبلغ قيمتها 10 وحدات، حوالي 8.4 جرام.

### 10 وحدات
رأس الغورغون متجه للأمام؛ علامة X في الأسفل، أحيانًا بين دولفينين. يتراوح الوزن بين 5.5 و9 جرام.

### 5 وحدات
رأس الغورغون متجه للأمام؛ Λ في الأسفل. الوزن بين 3.4 و4.5 جرام.
رأس الذكر الصغير متجه إلى اليمين؛ على اليسار Λ. الوزن بين 3.4 و4.5 جرام.

### وحدتين ونصف
رأس الغورغون متجه للأمام؛ الثاني في الأسفل. الوزن بين 1.8 و2.1 جرام.

رأس الذكر الصغير متجه إلى اليمين؛ IIV على اليسار. الوزن حوالي 1.9 جرام.

### وحدة
رأس الذكر الصغير يتجه إلى اليمين؛ أنا على اليسار. الوزن بين 0.7 و0.95 جرام.
عجلة؛ في نسخة أخرى، حرف I على الوجه الخلفي. يتراوح وزنها بين 0.73 و0.85 غرام. وهي العملة الوحيدة في هذه المرحلة ذات الوجه الخلفي غير الأملس.

## الذهب والسلسلة الثانية من الغورغونات

### الذهب
في تاريخ إيطاليا، ارتبطت سلسلة الذهب مؤقتًا بالعملات الفضية، حيث بلغ وزن عملة الوحدة X حوالي 4.2 غرام. وُضع هذا الارتباط مع مراعاة نسبة الذهب إلى الفضة 1:7½. 
القيم المعروفة هي تلك التي تبلغ 50 و25 و12½ و10 وحدات، والتي تميزت بالرموز ￪ وΛΧΧ وΧΙΙΛ وΧ على التوالي.
تتراوح أوزان العملات المعدنية من فئة 50 وحدة بين 2.7 و2.9 جرام؛ والعملات المعدنية من فئة 25 وحدة بين 1.2 و1.7 جرام؛ والعملات المعدنية من فئة 12½ بين 0.6 و0.8 جرام؛ والعملات المعدنية من فئة 10 وحدات بين 0.5 و0.76 جرام.

العملات المعدنية تحمل صورة شخصية فقط على الوجه الأمامي، بينما يكون الوجه الخلفي دائمًا عاديًا.
أنواع التماثيل هي:
رأس الأسد وعلامة القيمة: 50، 25، 12½ و10.
رأس أنثى مع قلادة وعلامة القيمة: 50، 25.
رأس ذكر مع قلادة وعلامة القيمة: 25، 10. هذه القيمة لها ثلاثة متغيرات.
الحُصين وعلامة القيمة: 50، 12½.
غورغونيد وعلامة القيمة: 50.
البومة وعلامة القيمة: 10.
ختم وعلامة القيمة: 10.

### الفضة

#### الغورغونات
العملات المعدنية، التي تحمل صورة غورغون على وجهها، تُسك بثلاث فئات: 20 و10 و5 وحدات. يظهر على الوجه الخلفي أنواع مختلفة، وبعضها سادة.

#### 20 وحدة
وجه العملة: رأس غورغون؛ XX مكتوبًا بتهجئات مختلفة. على الوجه الآخر، 11 شكلًا مختلفًا: حروف؛ نجمة، هلال، وزهرة؛ نجمة، هلال، وزهرة بين نجمتين؛ رمح ثلاثي الشعب، هلال، وزهرة بين نجمتين؛ أخطبوط، أخطبوطان، أخطبوط ورمح ثلاثي الشعب؛ هراوة، عصا هرمس، نقش عليه علامة X؛ الوجه الخلفي أملس.

#### 10 وحدات
رأس الغورغون مواجهًا للأمام؛ X. ظهر أملس.

#### 5 وحدات
رأس غورغون، الوجه؛ أسفل Λ. رمح ثلاثي الشعب ودلافين على الوجه الآخر.

#### 20 وحدة
رأس هرقل الصغير (هرقل الأتروسكاني) متجه للأمام أو مدور قليلاً؛ أسفل X X. العكس أملس أو هراوة.

رأس مينيرفا (مينيرفا الأترورية) طوله ثلاثة أرباع؛ أسفل X X. الوجه الخلفي بثلاثة أشكال: أملس؛ نجمة وهلال و pupluna؛ نجمة وهلال و mi:pupluna:les:.
رأس ملتحي لفوفلونس (ديونيسوس الأتروسكاني) طوله ثلاثة أرباع، مع إكليل من اللبلاب؛ أعلى X X. والعكس إما عادي أو مع صاعقة.

#### 5 وحدات
رأس تورمس (عطارد الإتروسكاني) يمينًا أو يسارًا؛ خلف >. للوجه الخلفي ثلاثة أشكال: أحدهما عليه هلال ونقش miz [- - -]، وآخر عليه نجمة، أسفل هلال وفوق [pupl]una، والثالث له وجه خلفي أملس.

#### وحدتين ونصف
رأس تورمس، يمينًا أو يسارًا، الجزء الرابع والخلف أملس.

#### أنواع أخرى
هناك أنواع أخرى بقيم 10, 5، 2½، ووحدة واحدة. تُصوَّر رؤوس ذكور وإناث، مُمَثَّلة بشكل مُتنوع: مُقَبَّبة إلى اليمين، اليسار، مع أو بدون لحى.

#### 10 وحدات
رأس أنثى مع تاج ينظر إلى اليمين، خلف علامة X، للأمام، وأحيانًا إلى نجمة. الوجه الآخر أملس، مع أخطبوط أو عجلة.
رأس ذكر على اليمين أو اليسار، غولدن غروف، وأحيانًا يرتدي قلادة؛ خلف علامة X. يُفسَّر هذا النوع أيضًا على أنه تصوير لأبولو، الإله الأتروسكاني المقابل لأبولو. ظهر عادي.

#### 5 وحدات
رأس رجل على اليمين، على شكل غولدن غاري، وأحيانًا يحمل قلادة؛ خلف حرف 8. هناك ثلاثة أنواع من الوجه: أملس؛ مع رمح ثلاثي الشعب وهلال وآثار حروف؛ وأخطبوط وآثار حروف. شكل آخر، برأس مائل إلى اليسار، له وجه أملس.
رأس الذكر على اليمين، ملتحٍ، أو ذو شعر مربوط بشريط؛ خلف Λ. ظهر أملس.

#### وحدتين ونصف
رأس الذكر يمينًا أو يسارًا؛ في الحقل IIU
رأس الأنثى على اليمين أو اليسار؛ في الحقل IIU

#### وحدة واحدة
رأس الذكر على اليمين أو اليسار؛ في الحقل الأول
عجلة 

### برونز

#### الثلث Æ
رأس منرفا متجهًا إلى اليمين مع خوذة كورنثية ‏؛ أسفل أربع كرات دموية
بومة معكوسة وأربع كرات. أحيانًا بالأبجدية الإتروسكانية الرجعية: PUPLUNA

###### الربع Æ
كما في السابق ولكن بثلاث كرات بدلاً من أربع

##### السدس Æ
مثل السابق ولكن مع كرتين بدلاً من ثلاث
رأس هرقل المُكلل بالجواهر، يحمل هراوة على كتفه / قوس وسهام. مخلب. كرتان دمويتان.
رأس السثلانيين (الإتروسكان فولكانوس) مع كومة؛ المنقار الأيسر بين كرتين / مطرقة وملقط كرتين PUFLUNA - VETALU.

##### الثلث Æ
رأس تورمس، أربع كرات / عصا هرمس، هلال، أربع كرات وأسطورة

##### السدس Æ
مثل السابق ولكن مع كرتين
غالبًا ما يعثر على هذه العملة المعدنية منقطة فوق السدس مع منفرا (إيطاليا HN 186)

## السلسلة الثالثة
تتميز هذه السلسلة الثالثة بأربع عملات فضية وعملة برونزية ثلاثية. تتراوح قيمة العملات الفضية بين 10 و5 و2.5 وحدة. يتراوح وزن العملات المعروفة في عملة الـ 10 وحدات بين 2.15 و3.3 غرام؛ بينما يتراوح وزن عملة الـ 5 وحدات بين 0.9 و1.2 غرام، بينما تزن عملة الـ 2.5 وحدة 0.9 غرام. قد تكون هذه العملة أيضًا من السلسلة الثانية.

### الفضة

#### 10 وحدات
رأس الذكر الحائز على جائزة متجهًا إلى اليمين؛ إشارة القيمة هي X؛ والوجه الآخر أملس. 

#### 5 وحدات
رأس الأسد إلى اليسار. أعلاه < ;العكس سلس.
يتجه تورمس يسارًا أو يمينًا. للخلف ^ ;العكس سلس.

#### وحدتين ونصف
الدلفين على اليسار؛ أسفل II C؛ والعكس سلس.

### البرونز

#### ترينت
رأس سيثلان على اليمين؛ على الرأس درعٌ من الغار؛ على اليمين علامة X؛ على ظهر المطرقة ملقط وأربع كرات. الأسطورة هي بوبلونا.

## السلسلة الرابعة
تتميز هذه السلسلة بعملتين معدنيتين، كلاهما من الفضة، من فئة 10 و5 وحدات.

### 10 وحدات
رأس الذكر على اليمين؛ على اليسار X؛ على صاعقة البرق العكسية (؟).

### 5 وحدات
رأس ذكر، مع لحية أحيانًا؛ على اليسار Λ. العكس غير مؤكد.
هذه العملات المعدنية أقل وزنًا بشكل ملحوظ من الإصدارات السابقة.

## النتائج

### آي جي إتش سي إتش 1954
كنز عُثر عليه في تشيسينيا، يُفترض أنه دُفن حوالي عام 300 قبل الميلاد، ويتألف من 5 عملات ذهبية و84 عملة فضية، موزعة على النحو التالي: 4 أوبولات من ماساليا، و5 كويناريوس من بوبولونيا (سامبون 82؟ = إيطاليا 171)، و4 عملات غير مُنسوبة، و5 عملات غير موصوفة. المحتويات مُدرجة في كتاب غاموريني، ص. 68، ملاحظة 1.

### IGCH 2042
كنز عُثر عليه في فال دورشيا ‏ عام 1930، ويُفترض أنه دُفن في القرن الثالث قبل الميلاد، ويحتوي على أكثر من 133 عملة فضية، منها 131 عملة من بوبولونيا. مُصنّفة على النحو التالي: 111 قطعة سامبون 42 وما بعدها؛ 20 قطعة سامبون 61 وما بعدها؛ دراخمان سامبون 73.

### اي جي اتش سي 2041
عُثر على هذا الكنز في سوفانا عام 1885، ويُفترض أنه دُفن في القرن الثالث قبل الميلاد. يتكون من 116 عملة فضية، جميعها من بوبولونيا: جزء منها ديدراخما (سامبون 41, 48, 50, 54-5, 58, 60-4, 67) وجزء دراخما (سامبون 68, 73). وصف غاروتشي الكنز في الجزء الثاني، ص 184 وبواسطة بيانكي باندينيلي (1932).

## الصور الفوتوغرافية
- AE Mnerva - دولفين
- نادي هرقل
- AE triente mnerva - الزباد
- السدس (هرقل - القوس/الجعبة)

## الفهرس
- Convegni del Centro Internazionale di Studi Numismatici di Napoli: Contributi introduttivi allo studio della monetazione etrusca. Atti del V Convegno, Napoli 1975 [Conferences of the Naples International Center for Numismatic Studies: Introductory Contributions to the Study of Etruscan Coinage. Proceedings of the Fifth Conference, Naples 1975]. Rome: Istituto italiano di numismatica. 1977.
- Campana، Alberto. "Corpus Nummorum Italiæ Antiquæ". Panorama Numismatico.
- Catalli, Fiorenzo (1998). Monete Etrusche [Etruscan Coins] (بالإيطالية). IPZS.
- Catalli, Fiorenzo (1995). Monete dell'Italia antica [Coins of ancient Italy] (بالإيطالية). IPZS. ISBN:88-240-3977-4.
- Ciampi, Sebastiano (1813). Lettera di Sebastiano Ciampi sopra tre medaglie etrusche in argento [Letter from Sebastiano Ciampi regarding three Etruscan silver medals] (بالإيطالية). Pisa.
- Cristofani, Mauro (1989). Istituto Italiano di Numismatica (ed.). La monetazione etrusca dieci anni dopo il convegno di Napoli [Etruscan coinage ten years after the Naples conference] (بالإيطالية). Atti dell'Istituto italiano di Numismatica [Proceedings of the Italian Institute of Numismatics]. Rome: Istituto Italiano di Numismatica.
- Gamurrini, Gian Francesco (1874). "Le monete etrusche d'oro e principalmente di Populonia" [Etruscan gold coins mainly from Populonia]. Periodico di Numismatica e Sfragistica per la storia d'Italia (بالإيطالية). V: 48–80.
- Garrucci, Raffaele (1967) [1885]. Le monete dell'Italia antica, Raccolta generale [Coins of Ancient Italy, General Collection] (بالإيطالية). Rome: Forni. ISBN:978-88-271-0110-0.
- Micali, Giuseppe (1836). Storia degli antichi popoli italiani [History of the ancient Italian peoples] (بالإيطالية). Rome.
- N. Rutter، Keith؛ وآخرون (et al.) (2001). Historia Nummorum - Italy. London: British Museum Press. ISBN:0-7141-1801-X.
- Sambon, Arthur (1903). Les Monnaies antiques d'Italie [Ancient coins from Italy] (بالفرنسية). Paris: Bureaux du "Musée".
- R. Sear، David (1980). Greek coins and their values (ط. 3rd). London: Sanford J Durst. ج. 1. ISBN:0-900652-46-2.
- Vecchi، Italo (2012). Etruscan Coinage. Part I. A corpus of the coinage of the Rasna, together with an historical and economic commentary on the issues (gold, silver and bronze) from the mints of Cosa, Luca (?), Pisae (?), Populonia, Uncertain Central Italy, Vetulonia, Volsinii (?), Vulci (?) and unidentified mints, from 5th to 3rd centuries BC. Milan: Ennerre. ISBN:978-88-87235-76-0.
- Vicari. "Materiali e considerazioni per uno studio organico della monetazione etrusca" [Materials and considerations for an organic study of Etruscan coinage]. Rivista italiana di numismatica (بالإيطالية). Milan (1991).
- Vincent Head، Barclay (1911). Historia Numorum: a Manual of Greek Numismatics (ط. 2nd). London: Oxford. مؤرشف من الأصل في 2025-07-12.
- Thompson، Margaret؛ Mørkholm، Otto؛ M. Kraay، Colin، المحررون (1973). An Inventory of Greek Coin Hoards (IGCH). New York: ANS. ISBN:978-0-89722-068-2.
- Parente, Anna Rita, ed. (2003). SNG France, Vol. 6, Part 1: Italie (Étrurie-Calabre) [SNG France, Vol. 6, Part 1: Italy (Etruria-Calabria)] (بالفرنسية). Paris: Bibliothèque Nationale de France / Numismatica Ars Classica. ISBN:2-7177-2232-7.
- Schwabacher، Willy؛ Breitenstin، Niels، المحررون (1981). SNG Copenhagen, Vol. One: Italy, Sicily. Copenhagen: Danish National Museum.